# Otway, Ohio
Otway là một làng thuộc quận Scioto, tiểu bang Ohio, Hoa Kỳ. Năm 2010, dân số của làng này là 87 người.

## Dân số
- Dân số năm 2000: 86 người.
- Dân số năm 2010: 87 người.